# Torre de’ Roveri

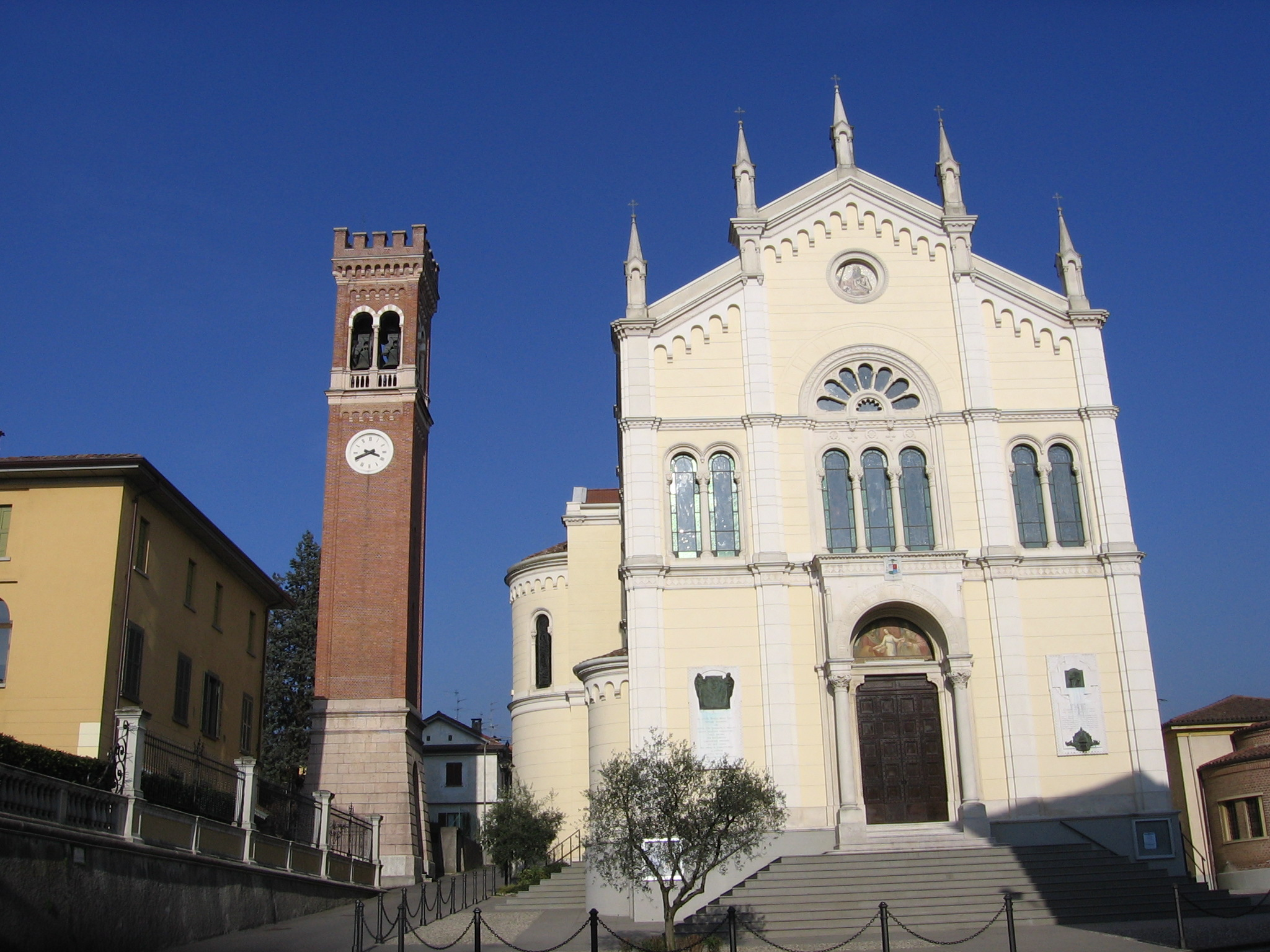
Historisches Zentrum von Torre de’ Roveri

Torre de’ Roveri ist eine norditalienische Gemeinde (comune) mit 2568 Einwohnern (Stand 31. Dezember 2023) in der Provinz Bergamo in der Lombardei.
Die Gemeinde liegt etwa neun Kilometer östlich von Bergamo.

## Persönlichkeiten
- Pietro Algeri (* 1950), Radrennfahrer
- Vittorio Algeri (* 1953), Radrennfahrer